# Camal Dağı
Camal Dağı (armeniska: Shahaponk’ Lerr) är ett berg i Azerbajdzjan. Det ligger i den sydvästra delen av landet, 400 km väster om huvudstaden Baku. Toppen på Camal Dağı är 3 204 meter över havet, eller 628 meter över den omgivande terrängen. Bredden vid basen är 19,0 km.
Terrängen runt Camal Dağı är kuperad åt sydost, men åt nordväst är den bergig. Runt Camal Dağı är det ganska glesbefolkat, med 29 invånare per kvadratkilometer.. Närmaste större samhälle är Şahbuz, 19,2 km väster om Camal Dağı. 
Trakten runt Camal Dağı består i huvudsak av gräsmarker.